# Tân Uyên (xã)
Tân Uyên là xã thuộc tỉnh Lai Châu, Việt Nam.

## Địa lý
Thị trấn Tân Uyên có vị trí địa lý: 
- Phía đông giáp tỉnh Lào Cai
- Phí tây giáp xã Mường Khoa
- Phía nam giáp xã Thân Thuộc
- Phía bắc giáp xã Phúc Khoa.

Thị trấn Tân Uyên có diện tích 70,95 km², dân số năm 2008 là 7.723 người, mật độ dân số đạt 109 người/km².

## Lịch sử
Thị trấn Tân Uyên được thành lập năm 2008 trên cơ sở điều chỉnh toàn bộ 7.094,91 ha diện tích tự nhiên và 5.156 người của thị trấn Nông trường Than Uyên cùng với 2.567 người của xã Thân Thuộc.
Tháng 10 năm 2008, thị trấn Tân Uyên chuyển từ huyện Than Uyên về huyện Tân Uyên mới thành lập., là huyện lỵ huyện Tân Uyên.